# 蘇克雷市 (波圖格薩州)

蘇克雷市（西班牙語：Municipio Sucre），是委內瑞拉的一個市，位於該國西北部波圖格薩州，首府設於比斯庫奎，面積400平方公里，海拔高度1,800米，2001年人口37,233，人口密度每平方公里93.08人。